# Gaia Tortora
Gaia Tortora (Roma, 24 aprile 1969) è una giornalista e conduttrice televisiva italiana.

## Biografia
Figlia del giornalista e conduttore televisivo Enzo Tortora e della sua seconda moglie Miranda Fantacci e sorella minore di Silvia, ha cominciato la carriera giornalistica nella redazione del telegiornale di Teleroma 56, emittente locale di Roma, passando poi ad altre emittenti, tra cui Telemontecarlo e Cinquestelle. Nel 1998 è passata al notiziario di INN, il canale all news del gruppo Sitcom trasmesso da Telepiù e tv locali, e nel 2003 ha collaborato con l'agenzia giornalistica Adnkronos.
Dopo una parentesi alla Web TV dell'Enel, dal settembre 2005 ha condotto, con Andrea Pancani, Omnibus, il programma d'informazione mattutina de LA7. È stata uno dei principali volti del TG LA7, oltre che capo della redazione politica. Dal 25 dicembre 2010 è approdata all'edizione serale delle 20, sostituendo Enrico Mentana il sabato, la domenica e i giorni festivi. Nel 2014 è diventata vicedirettrice del TG. Un anno dopo è tornata alla conduzione di Omnibus, il principale contenitore d'informazione del mattino.
Nel 2023 pubblica il libro, Testa alta, e avanti, che raccontano la storia della sua famiglia a 40 anni dall'arresto del padre Enzo. Il libro ha vinto la 59ª edizione del Premio Estense.